# Stazione di Policoro-Tursi
Stazione di Policoro-Tursi vasútállomás Olaszországban, Policoro településen.

## Vasútvonalak
Az állomást az alábbi vasútvonalak érintik:
- Jonica-vasútvonal

## Kapcsolódó állomások
A vasútállomáshoz az alábbi állomások vannak a legközelebb:
- Stazione di Scanzano Jonico-Montalbano Jonico
- Stazione di Nova Siri-Rotondella